# 知的クラスター
知的クラスター（ちてきクラスター）、知的クラスター創生事業（ - そうせいじぎょう）とは、文部科学省が推進する大学を核とした産学連携研究集積構想、技術革新システム。